# Фомина, Ирина Владимировна
Ирина Владимировна Фомина (в браке Трубина; 30 апреля 1980, Красновишерск, Пермская область) — российская биатлонистка, участница Кубка мира, неоднократная чемпионка и призёр чемпионата России. Чемпионка мира и Европы среди юниоров. Мастер спорта России международного класса.

## Биография
Занималась биатлоном с 1994 года, до того занималась лыжными гонками. Тренеры — А. А. Русских, В. Г. Козниенко, В. А. Фомин. Представляла Ханты-Мансийский автономный округ, выступала за спортивный клуб Вооружённых Сил.

### Юниорская карьера
В 1997 году в шведском Сундсвалле стала победительницей Европейского юношеского Олимпийского фестиваля в спринте.
В 1999 году стала двукратным серебряным призёром юношеского чемпионата Европы в Ижевске в индивидуальной гонке и эстафете. Также принимала участие в чемпионате мира среди юниоров 1999 года в Поклюке, заняла 15-е место в индивидуальной гонке.
На чемпионате Европы среди юниоров 2000 года в Закопане завоевала медали всех достоинств, заняв первое место в эстафете, второе — в спринте и третье — в гонке преследования, также была седьмой в индивидуальной гонке. В том же году на юниорском чемпионате мира в Хохфильцене стала чемпионкой в индивидуальной гонке, серебряным призёром в эстафете, заняла пятое место в спринте и шестое — в гонке преследования. На летнем чемпионате мира среди юниоров 2000 года в Ханты-Мансийске одержала победу в эстафете, стала бронзовым призёром в гонке преследования и заняла шестое место в спринте.

### Взрослая карьера
На Кубке мира приняла участие в одном этапе — в Ханты-Мансийске в сезоне 1999/00, в спринте заняла 55-е место среди 56 участниц, а в гонке преследования отстала на круг.
В 2002 году выиграла спринт на соревнованиях «Ижевская винтовка».
На уровне чемпионата России становилась неоднократной чемпионкой и призёром, в том числе выигрывала золотые медали в 2004 и 2006 годах в командной гонке, в 2005 и 2006 годах — в эстафете.
Завершила спортивную карьеру в 2008 году. Окончила Институт природопользования Севера при Тюменской государственной сельскохозяйственной академии (Ханты-Мансийск, 2002). Работает в банковской сфере. Принимает участие в соревнованиях ветеранов.